# Figure Number Five
Figure Number Five ist das fünfte Studioalbum der schwedischen Melodic-Death-Metal-Band Soilwork. Das Album erschien am 22. April 2003 via Nuclear Blast und erreichte als erstes Album der Bandgeschichte Chartplatzierungen.

## Entstehung
Im Gegensatz zu den Vorgängeralben beteiligte sich der Gitarrist Ola Frenning bei Figure Number Five nicht am Songwriting, da er zu beschäftigt war. Neben Peter Wichers wurde viel Material vom Keyboarder Sven Karlsson geschrieben. Karlssons Beteiligung führte zu melodischeren Liedern und einer größeren Präsenz des Keyboards in der Musik. Während der Aufnahmen verwendete er analoge Keyboards.
Ursprünglich sollte erneut der Kanadier Devin Townsend Figure Number Five produzieren. Aus terminlichen Gründen musste er jedoch absagen. Schließlich übernahmen die Soilwork-Musiker die Produktion selbst. Die Aufnahmen fanden in drei verschiedenen Studios statt. Zunächst wurden im Dezember 2002/Januar 2003 die Gitarren und Keyboards im Studio Queenstreet Recordings in Dagstorp aufgezeichnet. Danach folgte das Schlagzeug im Studio Dug-Out Productions in Uppsala, bevor im Januar und Februar 2003 Gesang und Bass im Göteborger Studio Fredman die Aufnahmen abgeschlossen wurden.
Als Gastsänger trat der Darkane-Sänger Jens Broman beim Titellied auf. Richard Larsson spielt bei „Brickwalker“ das Tamburin, während Bryan Kaschak bei „Cranking the Sirens“ die Gitarre spielt. Für die Lieder „Rejection Role“ und „Light the Torch“ wurden Musikvideos gedreht.

## Hintergrund
Der Albumtitel bezieht sich laut dem Gitarrist Peter Wichers auf die Randgruppen und die Ausgestoßenen der Gesellschaft. Wichers bezeichnete diese Menschen in einem Interview als das sprichwörtliche fünfte Rad am Wagen der Gesellschaft, die nie die Chance bekommen, ihre eigene Meinung äußern zu können. Außerdem bezieht sich der Titel darauf, dass es sich um das fünfte Album der Band handelt.
Das Video zu „Rejection Role“ treten unter anderem die Musiker der Band In Flames auf. Während Soilwork auf der Bühne spielen sieht man die Musiker von In Flames, wie sie über Soilwork lästern und ausbuhen. Das Video steht in Verbindung mit dem Video zu dem Lied „Trigger“ von In Flames, welches die gleiche Situation umgekehrt zeigt. Viele Medien meinten, dass es einen Konkurrenzkampf zwischen den Bands gibt. In Wirklichkeit sind die Musiker beider Bands eng miteinander befreundet.
Die japanische Version enthält als Bonus das Lied „Bursting Out“. Der limitierten Edition des Albums lag als Bonus eine weitere CD bei, die das Demo der Band aus dem Jahre 1997 enthält. Das Demo enthält die Lieder „Bound to Illusions“, „My Need“, „In a Close Encounter“, „Skin After Skin“, „Wake Up Call“ und „Steel Bath Suicide“.

## Rezeption
Das deutsche Magazin Metal Hammer kürte Figure Number Five zum „Album des Monats“. Laut der Rezensentin Petra Schurer konnten Soilwork mit dem Album ihren Status als talentierteste Gruppe im Bereich melodischer Extremmusik eindrucksvoll untermauern. Schurer gab dem Album sechs von sieben Punkten. Auch das Magazin Rock Hard wählte Figure Number Five zum „Album des Monats“. Boris Kaiser bezeichnete das Album als „den Arschtritt, den die Szene so dringend braucht“ und vergab 9,5 von zehn Punkten. Hingegen kritisierte Manuel Liebler vom Onlinemagazin Musik an sich die „wesentlich ungeschliffenere und gewöhnliche Produktion“, die das Album „in der Flut von Veröffentlichungen untergehen lässt“ und vergab 14 von 20 Punkten.
Erstmals gelang Soilwork mit Figure Number Five der Sprung in die Musikcharts. Das Album erreichte Platz 52 der deutschen und Platz 59 der schwedischen Albumcharts. In dem Buch Best of Rock & Metal des deutschen Rock-Hard-Magazins, in dem die nach Meinung der Rock-Hard-Redaktion 500 stärksten Metal- und Hard-Rock-Alben aller Zeiten aufgeführt werden, belegte Figure Number Five Platz 398.